# Vagón del armisticio

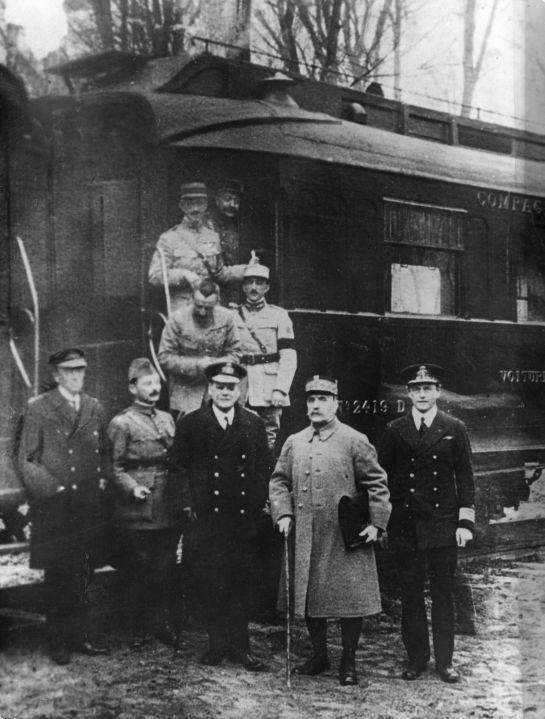
El vagón durante la firma del Armisticio del 11 de noviembre de 1918

El vagón del armisticio,  también conocido como «el vagón de Compiègne», fue el histórico coche de ferrocarril francés donde se firmaron los armisticios primero y segundo en Compiègne. Tras la firma del primer tratado en el bosque de Compiègne, el coche fue trasladado a un espacio público de París, y tras el segundo, fue trasladado a Berlín para simbolizar la superioridad de la Alemania nazi sobre el país derrotado. En los últimos días de la Segunda Guerra Mundial, con Alemania agonizando y Berlín en ruinas, tropas de las SS volaron el vagón, con potentes cargas de explosivos, por orden expresa de Adolf Hitler. Temeroso de que Alemania tuviera que firmar una nueva rendición en ese mismo vagón, el Führer optó por dinamitarlo por completo.
En la actualidad se conserva un coche de la misma serie, decorado como el original, en el museo del bosque de Compiègne.

## Historia

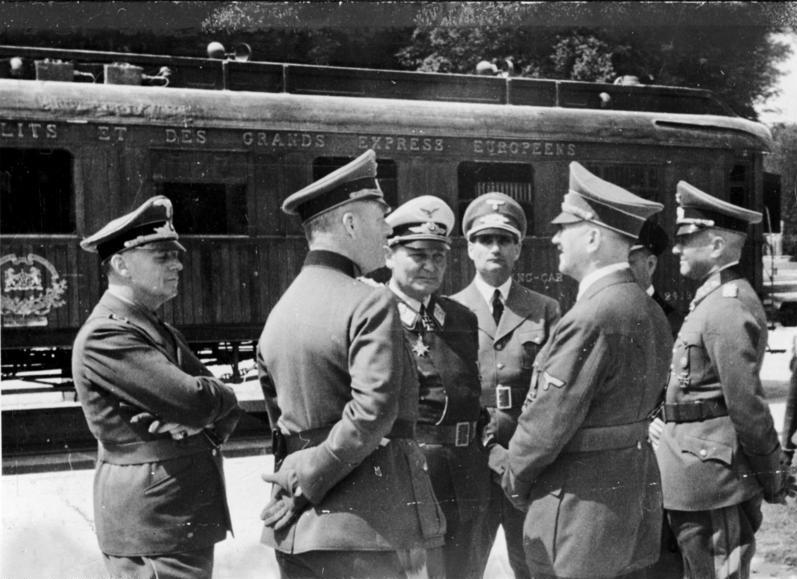
Desde la izquierda: Joachim von Ribbentrop, Wilhelm Keitel, Hermann Göring, Rudolf Hess, Adolf Hitler y Walther von Brauchitsch delante del llamado «el vagón de Compiègne»

El vagón, identificado como el CIWL n.º 2419 D, fue construido en 1914 en Saint-Denis y utilizado como coche restaurante hasta agosto de 1918, cuando fue remodelado. En la conversión de coche comedor a oficina móvil, el vagón fue dividido en dos salas, una más grande y otra más pequeña, la más grande contenía una mesa de 2,5 m × 1,5 m; todo ello para las labores de oficina de mando del Mariscal Ferdinand Foch, el cual trabajó en dicho vagón desde octubre de 1918 hasta septiembre de 1919.

### Primera Guerra Mundial
El 11 de noviembre de 1918, Foch, como Comandante Supremo del Frente Occidental firmó el armisticio con el Imperio Alemán en el coche que pasaría a ser conocido como el "Vagón de Compiègne". Este acuerdo puso punto final a la Primera Guerra Mundial. 
Tiempo después el coche regresó a la Compagnie Internationale des Wagons-Lits y volvió a tener su uso original hasta septiembre de 1919, cuando fue donado al Museo del Ejército en París, siendo expuesto en su explanada desde 1921 a 1927.
Finalmente volvió a Compiègne por petición de Robert Fournier-Sarlovèze, entonces alcalde de la localidad y con el apoyo financiero del estadounidense Arthur Henry Fleming. Desde entonces funcionó como museo y fue considerado un símbolo de la victoria de la Entente.

## Armisticio durante la Segunda Guerra Mundial
En el marco de la Segunda Guerra Mundial, el Tercer Reich ocupó Francia y Adolf Hitler dio la orden de mover el vehículo, de nuevo, al mismo lugar donde se firmó el primer armisticio.
Después, también por órdenes de Hitler, fue llevado a Berlín, donde fue exhibido durante una semana frente a la Puerta de Brandeburgo y luego en Lustgarten. El público fue admitido para visitarlo a cambio de un pago destinado a la ayuda social alemana.· En 1944 los Aliados invadieron Alemania y el coche fue trasladado a un túnel de la ruta férrea entre Ruhla y Gotha (Turingia) y destruido en marzo de 1945 por las SS ante el avance estadounidense.  Algunos veteranos de las SS alegaron que fueron las fuerzas aéreas las que destruyeron el vagón, sin embargo los investigadores nunca han aceptado tales afirmaciones.

## Posguerra

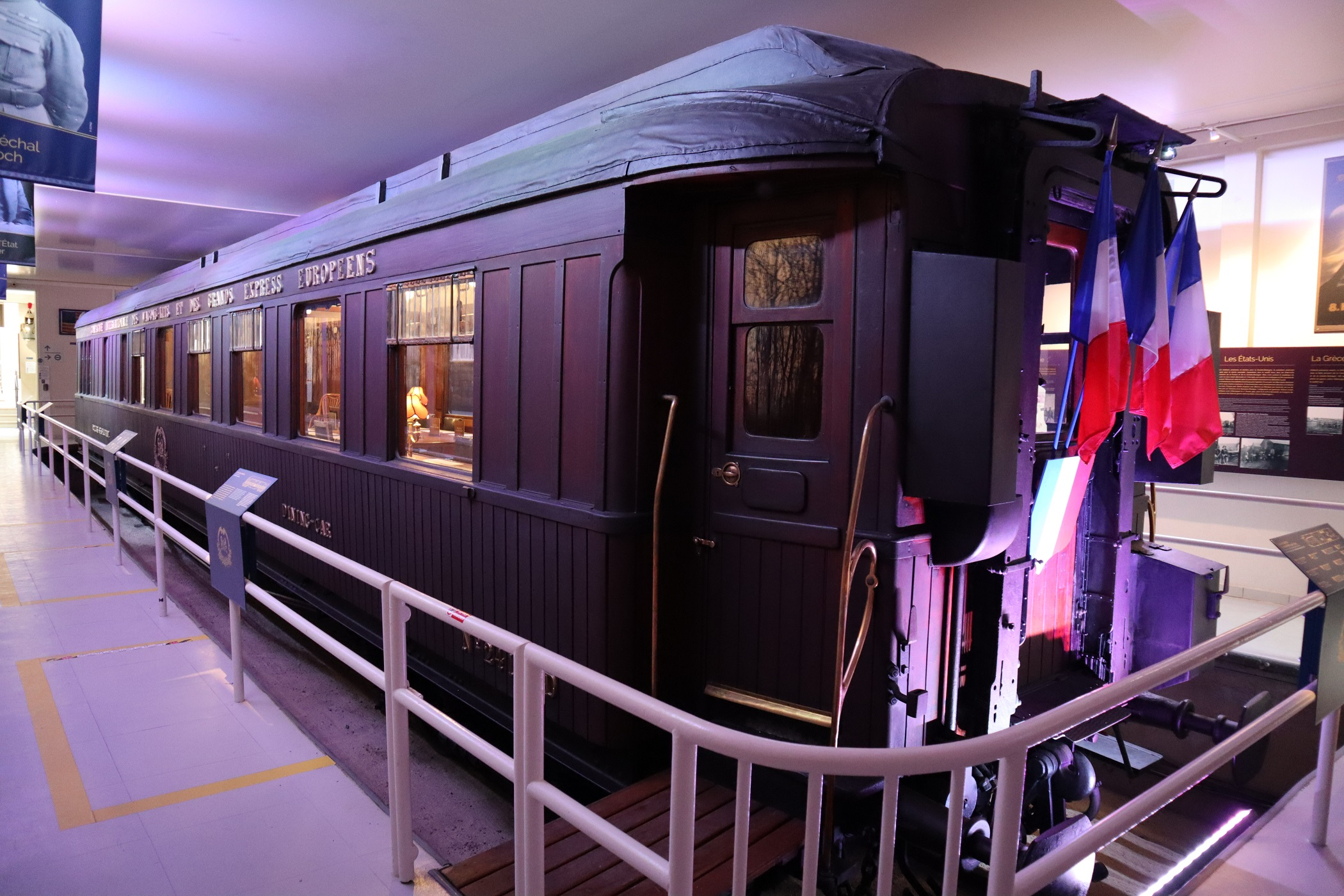
Vista actual del "vagón del armisticio" en Compiègne

El coche comedor n.º 2439 D, perteneciente a la misma serie y que fuera parte del mismo tren usado por Foch en 1918, fue acondicionado de manera idéntica para reemplazar como réplica al del armisticio, en el claro de Rethondes, Compiégne. En el interior del vehículo se reunieron elementos de uso personal del Mariscal Foch y mobiliario original de manera de evocar la firma del armisticio en noviembre de 1918. La inauguración de este conjunto tuvo lugar el 11 de noviembre de 1950.
Luego de la reunificación alemana, se descubrieron algunos restos del coche original que no se habían quemado; el emblema de la compañía ferroviaria entre otros. En 1992 fueron donados al monumento conmemorativo de Compiègne.